# Gabriela Sabatini
Gabriela Sabatini, född 16 maj 1970 i Buenos Aires, Argentina, är en högerhänt kvinnlig tidigare professionell tennisspelare. Hon var en av världens tio bästa spelare perioden 1986–1995. År 1991 rankades hon som nummer tre. Under sin karriär vann hon totalt 27 singel- och 14 dubbeltitlar på WTA-touren. 
Sabatini upptogs 2006 i International Tennis Hall of Fame. 

## Tenniskarriären
Sabatinis främsta merit var vinsten i singel i US Open 1990 då hon besegrade sin flerfaldiga dubbelpartner Steffi Graf i finalen med 2-0 i set. Hon mötte Steffi i ytterligare två mycket jämna GS-finaler, men förlorade dessa (US Open 1988 och Wimbledonmästerskapen 1991).
Sabatini vann fyra gånger (1988, 1989, 1991, 1992) singeltiteln i Italienska öppna, som är en av de största grusturneringarna under året efter Franska öppna. Vid två tillfällen, 1988 och 1994 vann hon the Season ending WTA Tour Championship. Hon finalbesegrade då Pam Shriver (1988, 7-5, 6-2, 6-2) och Lindsay Davenport (1994, 6-3, 6-2, 6-4). 
Sabatini vann silvermedalj i singel OS i Seoul 1988.
År 1988 vann hon tillsammans med Steffi Graf dubbeltiteln i Wimbledon.
Sabatini deltog framgångsrikt i det argentinska Fed Cup-laget 1985–1987 samt 1995 och vann 24 av sina totalt 30 matcher. 

## Spelaren och personen
Sabatini var en typisk attackspelare med kraftfulla extremt överskruvade grundslag. 
En envis skada i en bukmuskel i kombination med bristande motivation fick Sabatini att upphöra med tävlingstennis i oktober 1996 i en ålder av bara tjugosex år.

## Grand Slam-finaler, singel (3)

### Titlar (1)
| År   | Mästerskap | Finalmotståndare | Setsiffror |
| 1990 | US Open    | Steffi Graf      | 6-2, 7-6   |

### Finalförluster (2)
| År   | Mästerskap            | Finalmotståndare | Setsiffror    |
| 1988 | US Open               | Steffi Graf      | 6-3, 3-6, 6-1 |
| 1991 | Wimbledonmästerskapen | Steffi Graf      | 6-4, 3-6, 8-6 |

## ÖvrigaGrand Slam-titlar
- Wimbledonmästerskapen
  - Dubbel - 1988 (med Steffi Graf)